# Gare de Beuvrages
La gare de Beuvrages est une gare ferroviaire française, des lignes de Fives à Hirson et de Douai à Blanc-Misseron, située sur le territoire de la commune de Beuvrages, dans le département du Nord, en région Hauts-de-France.
C'est une halte voyageurs de la Société nationale des chemins de fer français (SNCF), desservie par des trains régionaux TER Hauts-de-France.

## Situation ferroviaire

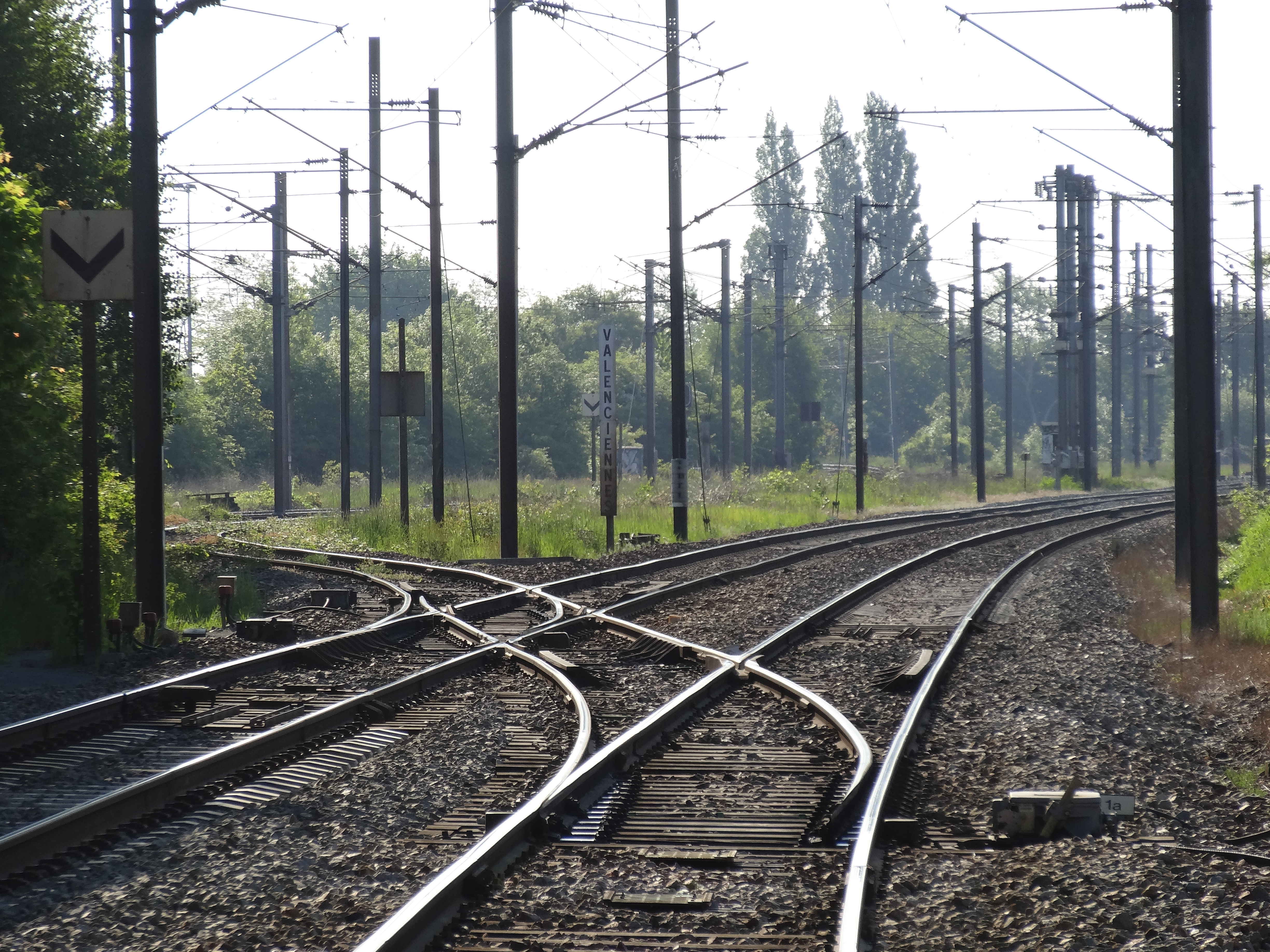
Les bifurcations et le raccordement de Beuvrages.

Établie à 23 mètres d'altitude, la gare de bifurcation de Beuvrages est située au point kilométrique (PK) 246,304 de la ligne de Douai à Blanc-Misseron, entre les gares ouvertes de Raismes (Nord) et de Valenciennes, et au PK 43,841 de la ligne de Fives à Hirson.
Elle n'est cependant plus desservie par les quais situés sur la ligne de Fives à Hirson (ligne directe entre Valenciennes et Lille), qui ont donc été détruits.

## Service des voyageurs

### Accueil
Halte SNCF, c'est un point d'arrêt non géré (PANG) qui dispose de deux quais avec abris.

### Desserte
Beuvrages est desservie, sauf les week-ends et jours fériés, par des trains omnibus TER Hauts-de-France qui effectuent des relations entre les gares de Valenciennes et de Douai.

### Intermodalité
La gare est en correspondance avec la ligne 13 du réseau Transvilles, par l'intermédiaire de l'arrêt Beuvrages Gare.

## Galerie de photographies

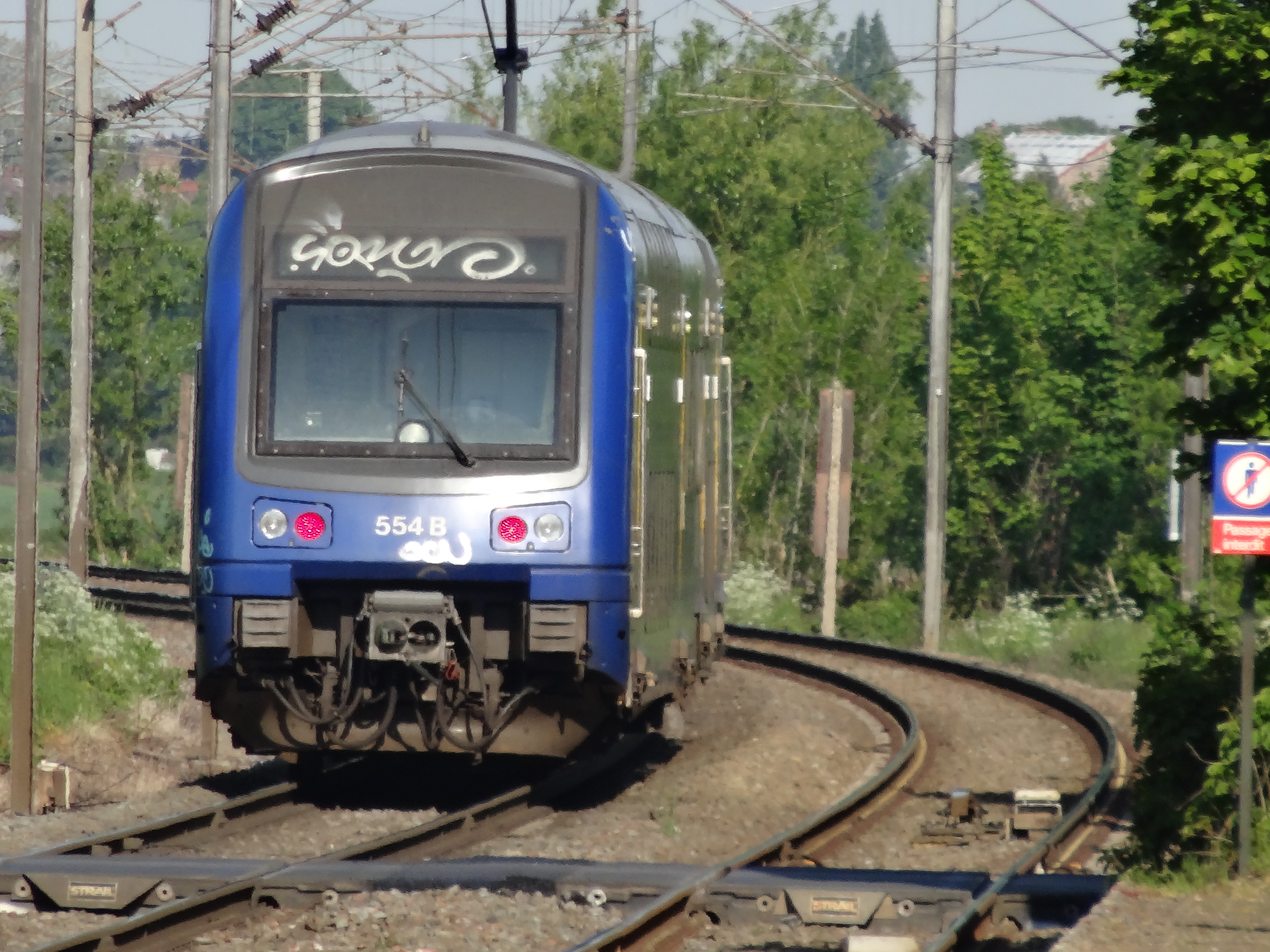
Un TER, en provenance de Valenciennes, quitte la gare en direction de Raismes.
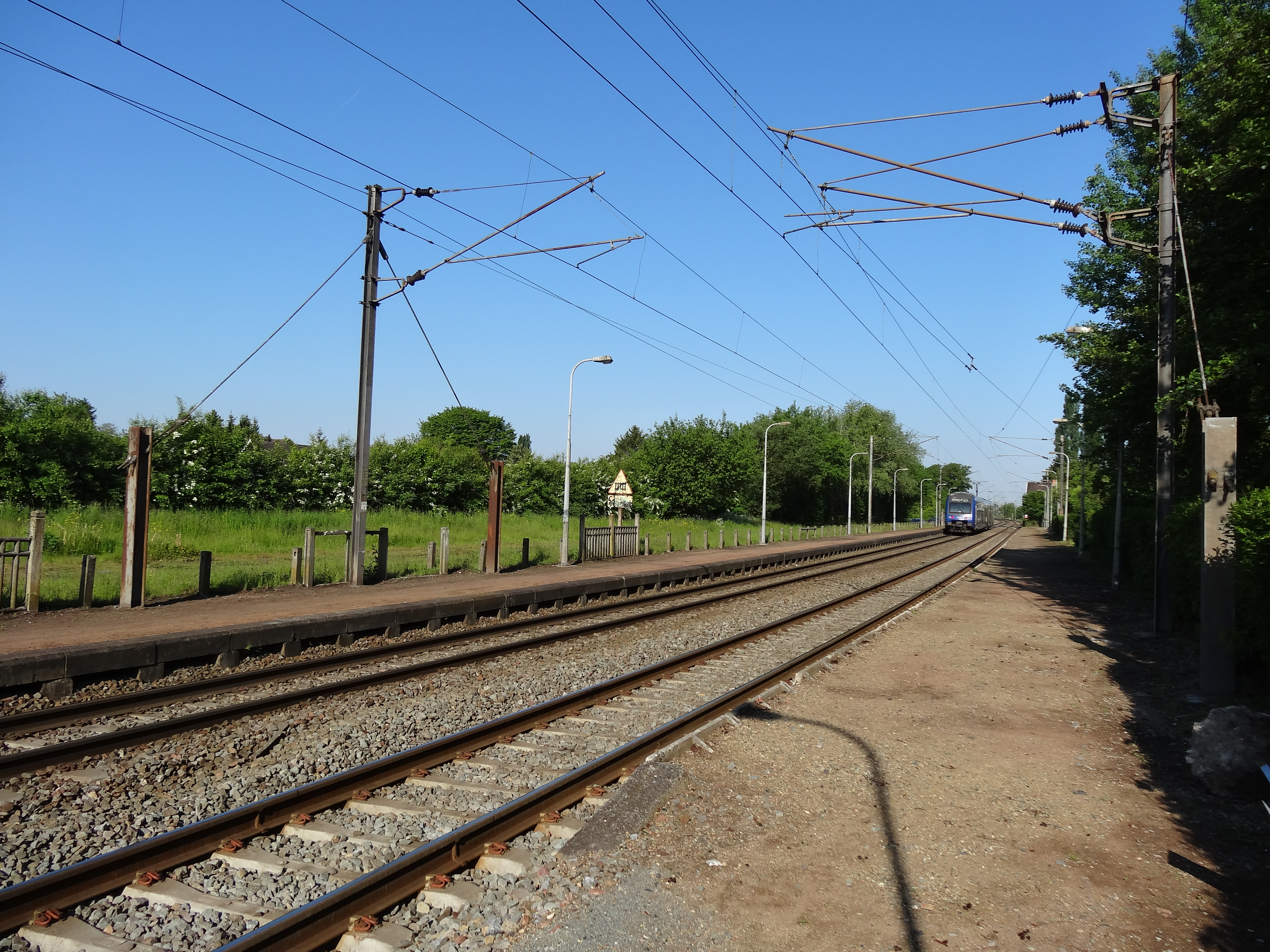
Les quais sur la ligne de Douai à Blanc-Misseron.
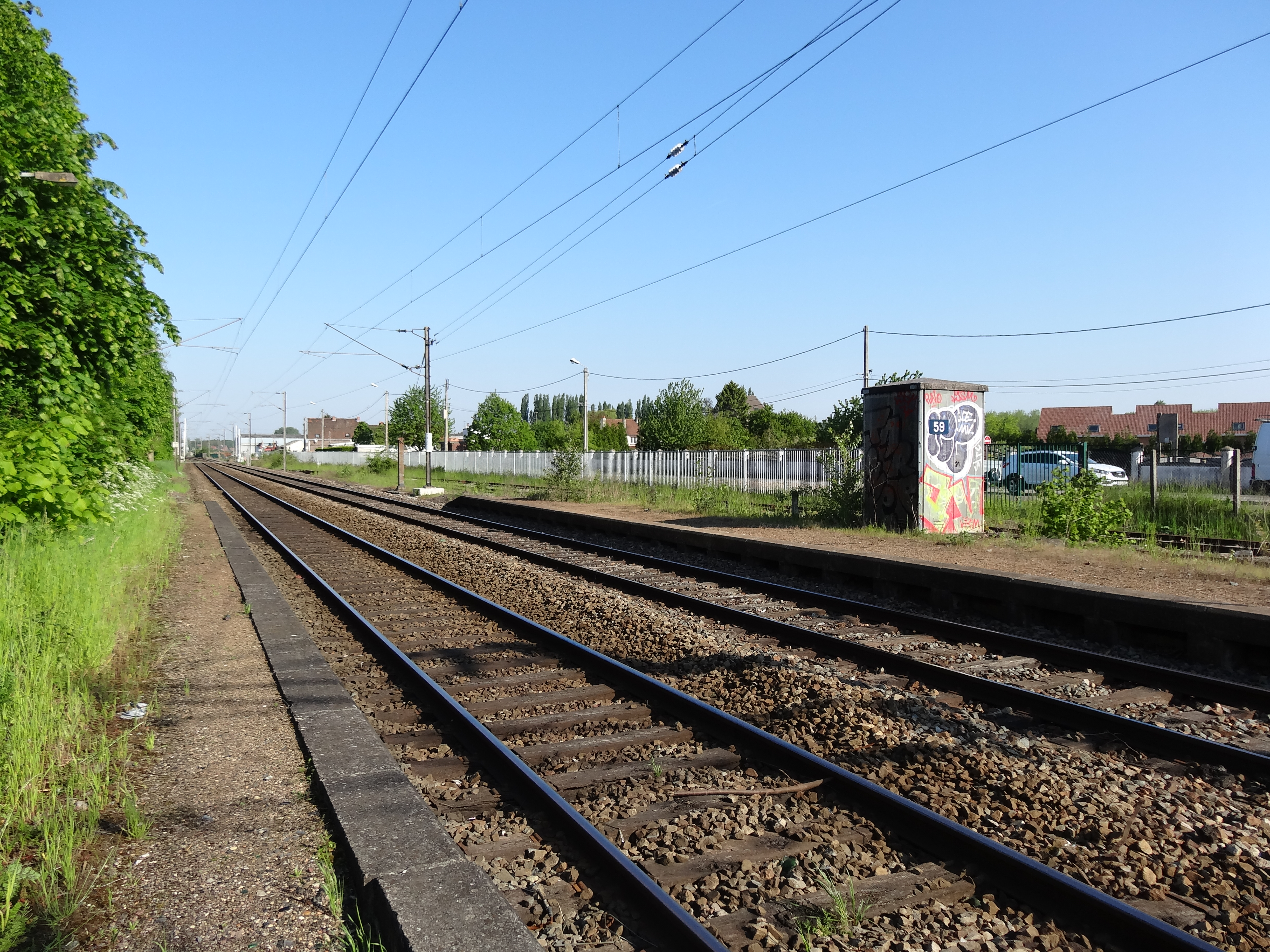
Les anciens quais sur la ligne de Fives à Hirson, vus en 2013.